# 嘉義縣議會第二十屆議員列表
嘉義縣議會第二十屆議員於2022年九合一選舉中選出，2022年12月25日就職。

## 名單

### 一般選區
| 選舉區   | 範圍                                 | 席次 | 政黨                  | 議員     | 備註                                                                                           |
| -------- | ------------------------------------ | ---- | --------------------- | -------- | ---------------------------------------------------------------------------------------------- |
| 第一選區 | 太保市 鹿草鄉 水上鄉                 | 8    | 中國國民黨            | 王啟澧   | 連任，第一選區最高票當選                                                                       |
| 第一選區 | 太保市 鹿草鄉 水上鄉                 | 8    | 民主進步黨            | 江佩曄   | 新任                                                                                           |
| 第一選區 | 太保市 鹿草鄉 水上鄉                 | 8    | 中國國民黨            | 詹琬蓁   | 連任                                                                                           |
| 第一選區 | 太保市 鹿草鄉 水上鄉                 | 8    | 民主進步黨            | 黃榮利   | 新任，原 民主進步黨籍議員，2023年5月4日遭縣黨部開除黨籍，6月29日民進黨中評會改為停權一年處分。 |
| 第一選區 | 太保市 鹿草鄉 水上鄉                 | 8    | 無黨籍                | 賴瓊如   | 連任                                                                                           |
| 第一選區 | 太保市 鹿草鄉 水上鄉                 | 8    | 民主進步黨            | 黃惠汝   | 新任                                                                                           |
| 第一選區 | 太保市 鹿草鄉 水上鄉                 | 8    | 民主進步黨            | 黃榮俊   | 連任                                                                                           |
| 第一選區 | 太保市 鹿草鄉 水上鄉                 | 8    | 無黨籍                | 楊秀琴   | 連任                                                                                           |
| 第二選區 | 民雄鄉 新港鄉                        | 7    | 民主進步黨            | 黃啟豪   | 新任，第二選區最高票當選                                                                       |
| 第二選區 | 民雄鄉 新港鄉                        | 7    | 中國國民黨            | 簡嘉億   | 新任                                                                                           |
| 第二選區 | 民雄鄉 新港鄉                        | 7    | 無黨籍                | 林岱杰   | 新任                                                                                           |
| 第二選區 | 民雄鄉 新港鄉                        | 7    | 無黨籍                | 陳福成   | 連任                                                                                           |
| 第二選區 | 民雄鄉 新港鄉                        | 7    | 無黨籍                | 陳文忠   | 連任                                                                                           |
| 第二選區 | 民雄鄉 新港鄉                        | 7    | 民主進步黨 · （停權） | 林秀琴   | 連任                                                                                           |
| 第二選區 | 民雄鄉 新港鄉                        | 7    | 民主進步黨            | 林淑完   | 連任                                                                                           |
| 第三選區 | 大林鎮 溪口鄉 梅山鄉                 | 5    | 民主進步黨            | 劉雅文   | 連任，第三選區最高票當選                                                                       |
| 第三選區 | 大林鎮 溪口鄉 梅山鄉                 | 5    | 中國國民黨            | 陳信文   | 連任                                                                                           |
| 第三選區 | 大林鎮 溪口鄉 梅山鄉                 | 5    | 中國國民黨            | 吳思蓉   | 連任                                                                                           |
| 第三選區 | 大林鎮 溪口鄉 梅山鄉                 | 5    | 民主進步黨            | 江志明   | 新任                                                                                           |
| 第三選區 | 大林鎮 溪口鄉 梅山鄉                 | 5    | 民主進步黨            | 莊信宗   | 新任                                                                                           |
| 第四選區 | 朴子市 東石鄉 六腳鄉                 | 6    | 無黨籍                | 蔡政宜   | 新任，第四選區最高票當選                                                                       |
| 第四選區 | 朴子市 東石鄉 六腳鄉                 | 6    | 中國國民黨            | 李國勝   | 連任                                                                                           |
| 第四選區 | 朴子市 東石鄉 六腳鄉                 | 6    | 民主進步黨            | 陳怡岳   | 連任，本屆副議長                                                                               |
| 第四選區 | 朴子市 東石鄉 六腳鄉                 | 6    | 民主進步黨 → 無黨籍   | 黃嫈珺   | 連任，2023年5月遭縣黨部決議停權3年，2023年6月中評會改予以警告，2024年7月4日正式退出民進黨。    |
| 第四選區 | 朴子市 東石鄉 六腳鄉                 | 6    | 無黨籍                | 蔡奇璋   | 連任                                                                                           |
| 第四選區 | 朴子市 東石鄉 六腳鄉                 | 6    | 民主進步黨            | 姜梅紅   | 連任                                                                                           |
| 第五選區 | 布袋鎮 義竹鄉                        | 3    | 無黨籍                | 黃金茂   | 連任，第五選區最高票當選                                                                       |
| 第五選區 | 布袋鎮 義竹鄉                        | 3    | 民主進步黨            | 翁聰賢   | 新任                                                                                           |
| 第五選區 | 布袋鎮 義竹鄉                        | 3    | 中國國民黨            | 蔡信典   | 連任                                                                                           |
| 第六選區 | 竹崎鄉 番路鄉 中埔鄉 大埔鄉 阿里山鄉 | 7    | 民主進步黨            | 張明達   | 連任，本屆議長，第六選區最高票當選、全縣最高票當選、也是藍綠支持出來的嘉義縣議長               |
| 第六選區 | 竹崎鄉 番路鄉 中埔鄉 大埔鄉 阿里山鄉 | 7    | 民主進步黨            | 陳柏麟   | 連任                                                                                           |
| 第六選區 | 竹崎鄉 番路鄉 中埔鄉 大埔鄉 阿里山鄉 | 7    | 中國國民黨            | 詹黃素蓮 | 連任                                                                                           |
| 第六選區 | 竹崎鄉 番路鄉 中埔鄉 大埔鄉 阿里山鄉 | 7    | 民主進步黨            | 江季珍   | 新任                                                                                           |
| 第六選區 | 竹崎鄉 番路鄉 中埔鄉 大埔鄉 阿里山鄉 | 7    | 民主進步黨            | 羅士洋   | 連任                                                                                           |
| 第六選區 | 竹崎鄉 番路鄉 中埔鄉 大埔鄉 阿里山鄉 | 7    | 無黨籍                | 何子凡   | 連任                                                                                           |
| 第六選區 | 竹崎鄉 番路鄉 中埔鄉 大埔鄉 阿里山鄉 | 7    | 無黨籍                | 莊竣傑   | 新任                                                                                           |

### 原住民選區
| 選舉區   | 範圍 | 席次 | 政黨   | 議員   | 備註             |
| -------- | ---- | ---- | ------ | ------ | ---------------- |
| 第七選區 | 全縣 | 1    | 無黨籍 | 武清山 | 連任。山地原住民 |

### 政黨席次
| 政黨       | 當前席次 | 備註 |
| ---------- | -------- | ---- |
| 民主進步黨 | 17席     |      |
| 中國國民黨 | 8席      |      |
| 無黨籍     | 12席     |      |

## 外部連結
- 嘉義縣議會全球資訊網 （页面存档备份，存于）
- 嘉義縣選舉委員會 （页面存档备份，存于）